# Litarcturus bicornis
Litarcturus bicornis är en kräftdjursart som först beskrevs av Brian Frederick Kensley 1984.  Litarcturus bicornis ingår i släktet Litarcturus och familjen Antarcturidae. Inga underarter finns listade i Catalogue of Life.